# فابيان مونتابيل
فابيان مونتابيل (بالألمانية: Fabian Montabell)‏ (13 فبراير 1985 بهانوفر في ألمانيا - ) هو لاعب كرة قدم ألماني في مركز الهجوم. لعب مع فورتونا كولن وهانوفر 96 ونادي كوبلنتس وFC Rot-Weiß Erfurt ‏ وSportfreunde Lotte ‏.

## روابط خارجية
- فابيان مونتابيل على موقع قاعدة بيانات كرة القدم.إي يو (الإنجليزية)
- فابيان مونتابيل على موقع بيانات كرة القدم. دي إي (الألمانية)
- فابيان مونتابيل على موقع عالم كرة القدم.نت (الإنجليزية)